# Kosztándi István
Kosztándi István (Bereck, 1963. december 27. ) Liszt Ferenc-díjas magyar hegedűművész, koncertmester, tanszékvezető egyetemi docens.

## Élete, munkássága
1963. december 27-én született Bereckben (Románia, Székelyföld, Kovászna megye). Zenei tanulmányait Kolozsváron végezte: a Zeneművészeti Líceumban Vass Attila tanítványa volt, majd 1986-ban hegedűművészi diplomát szerzett a Gheorghe Dima Zeneakadémián Barbu Casiu növendékeként. 2014-ben a Liszt Ferenc Zeneművészeti Egyetem doktori iskolájában művész-doktori (DLA) fokozatot szerzett.
1986-tól 1991-ig a Nagyváradi Állami Filharmónia zenekarának tagja volt. 1991-től a Szegedi Szimfonikus Zenekar első koncertmestere és zenekari szólistája. Emellett 1994-től 1996-ig a szegedi Weiner Leó Kamarazenekar koncertmestere, 1995-től 2001-ig koncertmesterként és szólistaként visszatérő vendégművésze volt Portugáliában a lisszaboni Metropolitana Kamarazenekarnak (Orquestra Metropolitana de Lisboa).
2004-ben hangversenymesteri és művészeti vezetésével alakult újjá a Fricsay Ferenc által alapított Szegedi Kamarazenekar. A Szegedi Tudományegyetem Bartók Béla Művészeti Karán a Vonós Tanszék tanszékvezető egyetemi docense, 2004 óta kamarazenét oktat és a vonós kamarazenekar művészeti vezetője, hegedű főtárgyat tanít alap- és mesterképzésben, 2019-től tanszékvezető. A szegedi Kosztándi Vonósnégyes alapítója (1992) és primáriusa.
Szólistaként fellépett Romániában (Temesvár, Arad, Nagyvárad, Szatmárnémeti, Kolozsvár, Jászvásár, Konstanca, Sepsiszentgyörgy, Csíkszereda, Brassó, Marosvásárhely, Bukarest), Szlovákiában (Pozsony), Magyarországon (Szeged, Budapest, Debrecen, Miskolc, Békéscsaba), Olaszországban (Róma, Assisi), Spanyolországban, Portugáliában (Lisszabon, Porto, Aveiro) és Kínában (Sanghaj).

## Díjai, elismerései
1988-ban a romániai Gheorghe Dima Országos Hegedűversenyen az I. díjat és a kritikusok különdíját nyerte el. 1992-ben, 2001-ben és 2014-ben a Szegedi Szimfonikus Zenekar társulata által megszavazott „Az év zenésze” kitüntetést kapta. 2002-ben Szeged város alkotói díját nyerte el, 2009-ben Artisjus-díjat kapott. 2010-ben Szeged Kultúrájáért díjban és Lőw Lipót-díjban, 2014-ben a Szegedért Alapítvány Művészeti Kuratóriumának Gregor József-díjában részesült. 2018-ban Liszt Ferenc-díjat és Artisjus előadóművészeti díjat kapott.